# Francis Tiburtius Roche
Francis Tiburtius Roche SJ (* 14. April 1879 in Tuticorin (Indien); † 17. Dezember 1955 ebenda) war von 1923 bis 1953 Bischof der römisch-katholischen Diözese Tuticorin und damit der erste einheimische Bischof des lateinischen Ritus im 20. Jahrhundert.

## Leben
Roche trat dem Jesuitenorden bei und empfing am 2. Oktober 1910 die Priesterweihe. Anschließend war er bis 1923 Pfarrer der Erlöserkirche in Tiruchirappalli. 1923 ernannte ihn Papst Pius XI. zum Bischof der neu errichteten südindischen Diözese Tuticorin. Die Bischofsweihe fand am 23. September 1923 durch den Bischof von Tiruchirappalli Ange-Auguste Faisandier SJ statt; Mitkonsekratoren waren Adalric Benziger OCD, Bischof von Quilon, und Marie-Auguste Chapuis MEP, Bischof von Kumbakonam.
Damit war Roche als erster einheimischen Katholik in einem traditionellen Missionsland zum Bischof ernannt worden. In seiner Amtszeit legte er besonderes Augenmerk auf den Aufbau von Kirchen, Schulen und einer kirchlichen Infrastruktur in seinem Bistum. Am 26. Juni 1953 verzichtete er auf den Bischofssitz und wurde zum Titularbischof von Amadassa ernannt.